# Personaggi di Alvin Superstar

I Chipmunks nel primo film

Qui sono elencati i personaggi di Alvin Superstar.

## Personaggi principali

### Chipmunks

#### Alvin Seville
Alvin Seville è il fratello di mezzo e leader dei Chipmunk, è competitivo, amante del divertimento, avventuroso, affascinante e alla mano. Talentuoso piantagrane e capo del gruppo, tende a creare caos e a volte può essere piuttosto narcisista, ma in fondo è dolce e dal cuore d'oro. È galante con le ragazze e da loro adorato. Nel secondo film delude i fratelli ma dimostra di essere dispiaciuto, come nel terzo film diventa più responsabile. Il suo colore preferito è il rosso: infatti indossa una felpa rossa con una A (iniziale di Alvin) gialla. Inoltre vorrebbe che il muro della sua classe fosse rosso con dipinta una A gialla. Alla Music Mania indossa una t-shirt rossa con il simbolo della pace dorato e una giacca nera, al concerto di beneficenza all'inizio del secondo film una giacca nera con la cravatta rossa, mentre agli International Music Awards una giacca rossa. Si innamora di Brittany, con cui ha molto in comune: i due tendono ad essere competitivi una nei confronti dell'altro, ma dimostrano comunque di avere un ottimo rapporto. Nel quarto film canterà con gli altri due fratelli, una canzone per rappresentare l'importanza di Dave per loro. 
Come i suoi fratelli, è stato doppiato nei film e nella serie animata da Ross Bagdasarian nella versione originale e più di recente da Ross Bagdasarian Jr.. Nella serie di film è stato doppiato da Justin Long. In italiano è stato doppiato da Ilaria Stagni, Emanuela Pacotto, Laura Lenghi, Chiara Colizzi e Davide Perino.

#### Simon Seville
Simon Seville è il fratello maggiore di Alvin e Theodore e il più alto. È il chipmunk quattrocchi, realista, intelligente, appassionato di scienza, tecnologia e invenzioni, con un secco senso dell'umorismo, e il più responsabile del trio. Funge da voce della ragione per Alvin e a volte corregge le persone se hanno torto. Il suo colore preferito è il blu come dimostra il felpone blu cobalto che indossa. Lui e Alvin sono in rivalità, ma condividono un legame speciale. Agli spettacoli veste come Alvin, ma le cose che questo ha rosse sono blu. Nonostante la sua solita tensione e praticità, Simon nasconde un lato entusiasta, avventuriero, coraggioso ed eroico e un amore per i brividi; questo lato del suo carattere resta comunque sconosciuto perfino da Simon stesso. Nel terzo film viene morso da un ragno che gli scombussola il cervello facendogli credere di essere un chipmunk francese, di nome Simón, amante del divertimento e del pericolo e corteggiatore di Jeanette, di cui è effettivamente innamorato, anche se è troppo timido per ammetterlo, infatti è molto protettivo nei suoi confronti
Come i suoi fratelli, è stato doppiato nei film e nella serie animata da Ross Bagdasarian, nella versione originale e dal più noto Ross Bagdasarian Jr.. Nella serie di film è stato doppiato da Matthew Gray Gubler. In italiano è stato doppiato da Marcella Silvestri, Diana Anselmo, Marco Baroni, Gianluca Crisafi e Simone Crisari.

#### Theodore Seville
Theodore Seville è il fratello più giovane, nonché il più basso e cicciotto del terzetto. È il chipmunk sensibile, timido, innocente, premuroso, amorevole, ingenuo, goloso e affettuoso, ma anche infantile. Spesso Alvin approfitta della sua gentilezza. Dei tre fratelli è quello che ha più difficoltà a difendersi poiché ha paura di molte cose. Il suo programma televisivo preferito è un cartone animato prescolare intitolato "Talkin' Teddy". Ha un grande interesse per le arti culinarie e la cucina. Il suo colore preferito è il verde (indossa una felpa verde pistacchio). Veste come i fratelli, ma alla Music Mania non indossa una t-shirt, bensì una camicia a quadri verde. Oltre a cantare, suona la batteria. È innamorato di Eleanor e, a differenza di Alvin e Simon, non si fa problemi a mostrare i suoi sentimenti.
Come i suoi fratelli, è stato doppiato nei film e nella serie animata da Ross Bagdasarian, nella versione originale e più avanti da Janice Karman. Nella serie di film è stato doppiato da Jesse McCartney. In italiano è stato doppiato da Donatella Fanfani, Monica Ward, Marco Mete e Alessio Puccio.

#### Brittany Miller
Brittany Miller è la sorella più grande e leader delle Chipettes, controparte di Alvin. Ha il pelo marroncino più scuro di quello di Eleanor ma più chiaro di quello di Jeanette, e grandi occhi blu. È altrettanto vanitosa, competitiva ed egocentrica quanto lo è Alvin, ma, come lui, ha un cuore d'oro ed è protettiva nei confronti delle sorelle. È la cantante principale delle Chipettes. È la chipette più femminile, estroversa e seducente del gruppo, riscuotendo un grande successo con i suoi coetanei. Il suo colore preferito è il rosa e ama la moda. Diventa la preferita di Ian nel secondo film. È innamorata di Alvin, anche se i due non ammettono i propri sentimenti. È doppiata in originale da Janice Karman, mentre in italiano da Marina Massironi e Ilaria Latini.

#### Jeanette Miller
Jeanette Miller è la sorella di mezzo del gruppo e la più alta, controparte di Simon. Tuttavia, a differenza di Simon, che è in grado di resistere ad Alvin, lei non resiste facilmente a Brittany. È anche molto intelligente, che è ciò che ha in comune con Simon, e appassionata di magia. Tuttavia, è molto timida, docile e goffa. Il suo colore preferito è il viola, e ha dei bellissimi occhiali di questo colore. Indossa di solito una gonna viola. Nel secondo film viene snobbata da Ian per non avere l'intraprendenza e il fascino di Brittany. È innamorata di Simon, anche se i due preferiscono non esprimersi al riguardo. È doppiata in originale da Janice Karman e in Italia da Nadia Biondini, Isabelle Adriani e Selvaggia Quattrini.

#### Eleanor Miller
Eleanor Miller è la sorella più giovane, controparte di Theodore. Condivide il suo amore per il cibo e la cucina, ma è più atletica, più intelligente e più propensa a resistere a Brittany di quanto Theodore lo sia con Alvin. È anche dolce, solare, risoluta, estroversa e simpatica. Ha il pelo più chiaro delle tre, e grandi occhi verde scuro. Il suo colore preferito è il verde. Ha la stoffa della stilista e disegna bene. Nel secondo film veniva snobbata da Ian che pensava che fosse troppo cicciottella e bassa, così la faceva esibire con delle scomodissime zeppe verdi. Non si fa problemi ad ammettere che è innamorata di Theodore. È doppiata in originale da Janice Karman, mentre in italiano da Maura Cenciarelli, Lara Parmiani e Veronica Cannizzaro.

### Dave Seville
Dave Seville è un compositore statunitense nonché il manager e il padre adottivo dei Chipmunks e dal secondo film (anche se non in forma scritta) delle Chipettes. Oltre che cantare, suona la chitarra, il piano e l'armonica. È un uomo gentile, di buon cuore, responsabile e talvolta rigido, severo e protettivo, soprattutto con il turbolento Alvin. La sua pazienza viene messa spesso a dura prova dalle bravate di Alvin, sgridandolo puntualmente, anche se gli vuole molto bene assieme i suoi fratelli. Così è nata la famosa esclamazione: "ALVIIINNNN!!!". Le sue urla furibonde per il nome di Alvin sono molto simili a quelli dei personaggi come Jon Arbuckle (per Garfield) e George Wilson (per Dennis Mitchell). È statato doppiato in originale da Ross Bagdasarian e Ross Bagdasarian Jr., mentre nei film cinematografici interpretato da Jason Lee. In Italia è stato doppiato da Giorgio Melazzi, Luigi Ferraro (nei film live-action cinematografici) e Nanni Baldini nella più recente serie animata.

## Altri personaggi

### Personaggi apparsi solamente nella serie televisiva

#### Clyde Crashcup
Il professor Clyde Crashcup è amico dei Chipmunk ed è apparso nel 1960 nella serie Alvin Show. Crashcup è uno scienziato/inventore pasticcione, alto, con i capelli arruffati e i baffi. Indossa un camice bianco e realizza le sue invenzioni disegnandole in aria con una matita; alla fine esse si materializzano, diventando oggetti reali. In genere egli inventa cose già realizzate dandogli un tocco personale, ma i suoi esperimenti falliscono inesorabilmente. Crashcap ha un assistente di nome Leonardo, basso, calvo e con gli occhiali; anch’egli indossa un camice bianco e parla sussurrando in un orecchio di Crashcup. È apparso anche nella serie degli anni 1990, Alvin rock 'n' roll.
Crashcup è comparso in alcuni comic book editi dalla Dell Comics fra il 1963 e il 1964. In Italia è comparso nella collana a fumetti Alvin, pubblicata fra il 1964 e il 1966 dall'editore Aldo Razzi;  nella serie a fumetti, il nome di Crashcup è stato italianizzato in Giustino Fracassone.

#### Vinny
Vinny è la madre naturale dei Chipmunks ed è apparsa nel 1983 nella serie animata Alvin rock 'n' roll, è comparsa solo in tre episodi. Viene ritrovata dopo anni di ricerca, e Alvin non riesce a perdonarla. Abbandonò Alvin e i suoi fratelli, perché l'anno in cui nacquero fu un inverno troppo freddo, e loro non sarebbero sopravvissuti. Invece di abbandonarli a morte certa, Vinny li lasciò sulla porta di casa di Dave, convinta che l'uomo se ne sarebbe occupato. Tuttavia quando tornò a prenderli li vide troppo felici e non se la sentì di separarli da Dave.

#### Grandpa
Grandpa è il nonno dei Chipmunks ed è apparso nel 1983 nella serie animata Alvin rock 'n' roll.

#### Kevin
Kevin è uno dei migliori amici di Alvin e Simon, ed è apparso nel 2015 nella serie animata Alvinnn!!! e i Chipmunks. Condivide con Simon l'alta intelligenza e la passione per la matematica e per le scienze. Kevin è un esperto di tecnologia ed è un ottimo Disc jockey, come viene mostrato nell'episodio Guardia del corpo. Per la sua intelligenza, Kevin è una delle vittime preferite dai bulli della scuola.

#### July
July è la fidanzata di Dave, che gli dà consigli che lo coinvolgono in numerose avventure ed è apparsa nel 2015 nella serie animata Alvinnn!!! e i Chipmunks.

#### Bernese Smith
Bernese Smith, conosciuta anche come la signorina Smith, è l'insegnante della scuola di Alvin e dei suoi amici. È molto brusca e noiosa, nonostante voglia bene ai Chipmunks, Alvin la fa sempre impazzire e lei non si fida di lui ma gli vuole bene comunque. Nasconde un'identità da agente segreto, ed è apparsa nel 2015 nella serie animata Alvinnn!!! e i Chipmunks.

#### Miss Louise Croner
Miss Louise Croner è la vicina di casa dei Seville. Ama le rose del suo giardino e i suoi numerosi gatti. Non sopporta Alvin quando le fa i dispetti, però gli vuole bene.

### Personaggi apparsi solamente nei film

#### Ispettore Jamal
Jamal (doppiatore da Ken Sansom in originale), è apparso nel film animato Le avventure dei Chipmunk. Ispettore della Polizia Criminale Internazionale, è capo di alcuni agenti segreti e apparentemente in competizione con Claudia Furschtein e suo fratello Klaus, ma ha l'intento di arrestare questi per il loro traffico illegale di diamanti.

#### Claire Wilson
Claire Wilson (interpretata da Cameron Richardson e doppiata da Connie Bismuto) è la ragazza di Dave e sua vicina di casa. Appare nel primo film live-action.

#### Toby Seville
Toby Seville (interpretato da Zachary Levi e doppiato da Nanni Baldini), è il cugino di Dave che sostituisce quest'ultimo per un piccolo periodo in cui Dave non può occuparsi dei Chipmunk perché ricoverato in ospedale a Parigi. Appare nel secondo film live-action.

#### Jackie Seville
Jackie Seville (interpretata da Kathryn Joosten e doppiata da Franca Lumachi) è zia di Dave e Toby. Appare nel secondo film live-action.

#### Samantha Spalding
Samantha Spalding (interpretata da Kimberly Williams-Paisley e doppiata da Benedetta Degli Innocenti. Nuova ragazza di Dave. Appare nel quarto film live-action.

#### Miles Spalding
Miles Spalding (interpretato da Josh Green e doppiato da Alessandro Ward) è il figlio di Samantha. Appare nel quarto film live-action.

## Antagonisti

### Harry
Harry (doppiato da Ross Bagdasarian, Jr. in originale e Massimo Giuliani in italiano), noto anche come lo Zio Harry, è un Chipmunk avido, malvagio, crudele, sleale, disonesto, ciarlatano, brutale, infido, ambizioso e senza scrupoli che si finge di essere lo zio di Alvin, Simon e Theodore nella sua prima apparizione. È l'antagonista principale della serie animata Alvin rock 'n' roll, è comparso solo in quattro episodi.

### Fumo
Il Fumo (doppiato da George C. Scott in originale e Giampiero Albertini in italiano) è l'antagonista principale del film mediometraggio animato crossover I nostri eroi alla riscossa. Il personaggio è una diabolica figura nuvolosa di fumo antropomorfa che depredava e influenzava i desideri delle persone di abusare alle droghe per i suoi propri scopi, ed a sua volta un'incarnazione malvagia dell'uso di droghe, della tossicodipendenza e della pressione dei pari a fare uso di droghe, ma alla fine viene sconfitto dai cartoni animati protagonisti (Winnie the Pooh, Tigro, Qui, Quo e Qua, Alvin, Simon e Theodore, Garfield, il Grande Puffo, il Puffo Quattrocchi, Bugs Bunny, Daffy Duck, Slimer, Michelangelo, Baby Kermit, Baby Piggy, Baby Gonzo e Alf).

### Claudia Furschtien
Claudia Furschtien (doppiata da Susan Tyrrell in originale e Daniela Gatti in italiano) è l'antagonista principale del film animato Le avventure dei Chipmunk. Claudia Furschtien è una donna ricca, malvagia, spietata, crudele, avida, arrogante, infida, meschina e assetata di potere che vuole sfruttare i Chipmunks e le Chippetes per trafficare i diamanti, insieme a suo fratello Klaus, ma alla fine vengono sconfitti e arrestati.

### Klaus Furschtien
Klaus Furschtien (doppiato da Anthony De Longis in originale e Mauro Bosco in italiano) è l'antagonista secondario del film animato Le avventure dei Chipmunk.

### Ian Hawke
Ian Hawke (interpretato da David Cross e doppiato da Marco Guadagno) è l'antagonista principale dei primi due film live-action, è un ex compagno di college di Dave ed è diventato amministratore delegato della JETT Records che una volta scoperto il talento dei Chipmunk cerca di allontanarli da Dave. Avido, corrotto, cinico, arrogante e incapace di accettare le sconfitte, non si fa scrupoli a servirsi delle doti canore dei Chipmunks (nel primo film) o delle Chipettes (nel secondo film) solo per far fortuna. Nel terzo film (apparso come antagonista secondario, poi antieroe) deciderà però di cambiare atteggiamento.

### Ryan Edwards
Ryan Edwards (interpretato da Kevin Schmidt e doppiato da Fabrizio De Flaviis) è l'antagonista secondario del secondo film live-action, è un giovane bulletto della scuola con la sua banda che prendono maleducatamente in giro i Chipmunks che, verso la fine del film, lo sconfiggono, stroncandolo con un potente megapugno.

### Zoe Cooper
Zoe Cooper (interpretata da Jenny Slate e doppiata da Myriam Catania) è l'antagonista principale, poi antieroina, del terzo film live-action, è una giovane donna diventata maniacalmente pazza per trovare un leggendario tesoro su un'isola disabitata. Il tesoro venne scoperto da Simòn (alias Simon) che in una delle sue avventure trovò una grotta dietro una cascata. Prese un braccialetto per Jeanette, Zoe lo vide e gli chiese dove l'avesse trovato. Simòn rispose di averlo rinvenuto dietro la cascata. La giovane, nottetempo, cercò di entrare nella caverna ma, essendo troppo grande, rapì Jeanette, così che lei potesse prendere il tesoro al posto suo. Alla fine del film deciderà però di cambiare atteggiamento come Ian.

### James Suggs
James Suggs (interpretato da Tony Hale e doppiato da Raffaele Palmieri) è l'antagonista principale del quarto film live-action. È un maresciallo aereo su un aereo dove si trovano i Chipmunks e Miles ed è il loro nuovo arcinemico di loro che odia i Chipmunks per averlo fatto scaricare dalla sua ragazza che Alvin e Theodore combinano guai, Alvin se ne scappa dalla signora che voleva la sua carta di credito dell’aereo e Theodore che fa scappare via tutti gli animali dalla stiva. Alla fine i Chipmunks e Miles lo sconfiggono in una battaglia finale, licenziandolo dal ruolo di maresciallo aereo e facendolo arrestare dalla polizia.

### Bocarter Humphrey
Bocarter Humphrey è uno studente della scuola. È un bullo prepotente, arrogante, sleale, viziato, viscido, scortese, inaffidabile, avido, spregevole e disonesto, dato che suo padre è ricchissimo, acerrimo nemico dei Chipmunks e le Chipette che lo sconfiggono in tutti gli episodi, ed è l'antagonista principale (e, alcune volte, antieroe) della serie animata Alvinnn!!! e i Chipmunks.

### Derek Smalls
Derek Smalls e i suoi scagnozzi sono i bulli della loro scuola, ed è l'antagonista secondario antieroico della serie animata Alvinnn!!! e i Chipmunks. In un episodio, Simon scrive un trattato sul bullismo e glielo fa leggere. Loro pensano che sia una stupidaggine. In alcuni episodi Derek è buono, in altri è cattivo. Si distingue per la sua felpa bianca e viola con una D rossa. Viene spesso sconfitto dai Chipmunks e dalle Chipettes che lo picchiano.

### Mr. Humphrey
Mr. Humphrey è un uomo ricco, potente, crudele, disonesto, arrogante, infido, avido e sleale, padre di Bocarter e di Neville, visto che i Chipmunks e le Chipettes lo sconfiggono con un impoverimento, ed è l'antagonista terziario, ma alcune volte anche antieroe, della serie animata Alvinnn!!! e i Chipmunks.